# 堀商店
合資会社堀商店（ほりしょうてん、英: HORI LOCKS & BUILDERS' HARDWARE）は、東京都港区新橋にある錠前・建具金物メーカー。

## 概要
堀商店は、錠前と建具金物を中心に、独自性のある製品を開発し製造販売する西洋金物店である。
1890年（明治23年）の創業当時は、欧米の錠前・建具金物・暖炉金物などの輸入販売を行っており、大正初めより、自社の錠前・建具金物・船舶金物などを製造販売するようになった。
堀商店は、「安全性が高く堅牢なこと」「質感のある重厚なデザイン」であることを、製品開発における理念として一貫して守り続けている。また、伝統的建築物における錠前・金物の修理復元なども手掛け、伝統を守り続けている。

## 沿革
- 1890年（明治23年） - 現在地に、錠・建築金物等を製作する堀商店を創業
- 1932年（昭和7年） - 現存の鉄筋コンクリート造に再建[1]

## 事業所
- 本社 - 千葉県野田市
- 登記上の本店 - 東京都港区新橋
- 札幌営業所 - 北海道札幌市中央区

## 関連会社
- 堀ロック工業株式会社 - 千葉県野田市
- 株式会社保利 - 大阪府大阪市東成区深江南[2]

## 建築概要
- 建築面積 - 173m2
- 設計監理 - 公保敏雄・小林正紹の共同設計
- 建築施工 - 安藤組

## 文化財
登録有形文化財（建造物）
堀商店
1932年（昭和7年）建築、鉄筋コンクリート造4階建塔屋付、建築面積：173m2。
登録年月日:1998年（平成10年）4月21日、種別：産業3次、登録基準：造形の規範となっているもの。

## 利用情報
ショールーム
- 営業時間 - 月曜日～金曜日、午前8時45分～午後5時30分
- 休業日 - 土・日・祝日・夏季休暇・年末年始

錠コレクション展示室
- 創業時より製作された製品を展示、閲覧には事前の予約が必要

## 製品
- 錠前 - ドアハンドル、シリンダー錠、電気錠・信号錠・非常錠、可変錠、室内錠、AT錠、引戸錠、引違戸錠、南京錠、シリンダーカムロック、シリンダー、サムターン、メンテナンス用品
- 建具金物 - 開扉用金物、引戸用金物、窓用金物、家具用金物、室内用金物、ラバトリー金物
- AT&HD - 丁番、可変信芯軸吊、グラビティヒンジ、締りハンドル、錠前、戸当り、アームストッパー、DEXラバー
- 小物・ギフト - 置物、灰皿、壁掛け、くるみ割り、キーケース、パスケース、オイルランプ
- カスタムオーダー - 修復・復元、錠・建具金物、受注生産品[4]

明治40年の堀商店

## 交通アクセス
- 鉄道
  - JR京浜東北線・山手線 - 新橋駅より徒歩約3分
  - 東京メトロ銀座線 - 新橋駅より徒歩約3分
  - 都営浅草線 - 新橋駅より徒歩約3分、都営三田線 - 内幸町駅より徒歩約2分

## ギャラリー
- 歩道からの見上げ（2015年10月撮影）
- エントランス周り（2015年10月撮影）
- サービス入口（2015年10月撮影）
- ショーウインドウ（2015年10月撮影）
- 1階ショールーム（2015年10月撮影）